# Playoffs NBA 1971
Los Playoffs de la NBA de 1971 fueron el torneo final de la temporada 1970-71 de la NBA. Concluyó con la victoria de Milwaukee Bucks, campeón de la Conferencia Oeste, sobre Baltimore Bullets, campeón de la Conferencia Este, por 4-0.
Liderados por el MVP de la temporada y de las Finales, y en la anterior temporada el Rookie del Año, Lew Alcindor (más tarde Kareem Abdul-Jabbar), y por Oscar Robertson, los Bucks no solo fueron el equipo más rápido de las expansión de la historia de la NBA en ganar el campeonato, sino que también dominaron las series, finalizando con un balance de 12-2 en los playoffs.
El formato había cambiado de los dos formatos anteriores en los que solo se contaban con dos divisiones. En este playoffs habría cuatro divisiones, y en cada división se clasificarían el campeón y el segundo mejor clasificado. En las Semifinales de Conferencia, el campeón de cada división jugaría contra el segundo clasificado de la otra, teniendo el líder de la división la ventaja de campo. Los dos campeones de las semifinales de conferencia jugarían las finales de sus respectivas conferencias.
Esta era la primera vez que Baltimore Bullets conseguían clasificarse para los playoffs, y sería su último viaje a las Finales en Baltimore; ellos volverían a aparecer tres veces más (ganando un campeonato) más tarde, durante esta década.
Estos playoffs serían los últimos para San Francisco Warriors bajo ese nombre; en la siguiente temporada, simbolizando su nueva estancia en Oakland, cambiaron su nombre por el de Golden State Warriors.

## Tabla
|  | Semifinales de Conferencia | Semifinales de Conferencia | Semifinales de Conferencia |   |             | Finales de Conferencia | Finales de Conferencia | Finales de Conferencia |  |    | Finales de la NBA | Finales de la NBA | Finales de la NBA |
|  |                            |                            |                            |   |             |                        |                        |                        |  |    |                   |                   |                   |
|  | A1                         | New York                   | 4                          |   |             |                        |                        |                        |  |    |                   |                   |                   |
|  | C2                         | Atlanta                    | 1                          |   |             |                        |                        |                        |  |    |                   |                   |                   |
|  | C2                         | Atlanta                    | 1                          |   | A1          | New York               | 3                      |                        |  |    |                   |                   |                   |
|  | Conferencia Este           |                            |                            |   | A1          | New York               | 3                      |                        |  |    |                   |                   |                   |
|  |                            | C1                         | Baltimore                  | 4 |             |                        |                        |                        |  |    |                   |                   |                   |
|  | C1                         | C1                         | Baltimore                  | 4 | Baltimore   | 4                      |                        |                        |  |    |                   |                   |                   |
|  | C1                         |                            |                            |   | Baltimore   | 4                      |                        |                        |  |    |                   |                   |                   |
|  | A2                         | Philadelphia               | 3                          |   |             |                        |                        |                        |  |    |                   |                   |                   |
|  | A2                         | Philadelphia               | 3                          |   |             |                        |                        |                        |  | C1 | Baltimore         | 0                 |                   |
|  |                            |                            |                            |   |             |                        |                        |                        |  | C1 | Baltimore         | 0                 |                   |
|  |                            | M1                         | Milwaukee                  | 4 |             |                        |                        |                        |  |    |                   |                   |                   |
|  | M1                         | M1                         | Milwaukee                  | 4 | Milwaukee   | 4                      |                        |                        |  |    |                   |                   |                   |
|  | P2                         | San Francisco              | 1                          |   |             |                        |                        |                        |  |    |                   |                   |                   |
|  | P2                         | San Francisco              | 1                          |   | M1          | Milwaukee              | 4                      |                        |  |    |                   |                   |                   |
|  | Conferencia Oeste          |                            |                            |   | M1          | Milwaukee              | 4                      |                        |  |    |                   |                   |                   |
|  |                            | P1                         | Los Angeles                | 1 |             |                        |                        |                        |  |    |                   |                   |                   |
|  | P1                         | P1                         | Los Angeles                | 1 | Los Angeles | 4                      |                        |                        |  |    |                   |                   |                   |
|  | P1                         |                            |                            |   | Los Angeles | 4                      |                        |                        |  |    |                   |                   |                   |
|  | M2                         | Chicago                    | 3                          |   |             |                        |                        |                        |  |    |                   |                   |                   |